# Championnats d'Afrique d'escrime 2000
Navigation
Pretoria 1995 Le Caire 2001
Les championnats d'Afrique d'escrime 2000, 4e édition des championnats d'Afrique d'escrime, ont lieu du 24 au 26 mars 2000 à Tunis, en Tunisie. Ces championnats se sont déroulés à l'épée uniquement.

## Médaillés
| Épreuves           | Or             | Argent            | Bronze                       |
| ------------------ | -------------- | ----------------- | ---------------------------- |
| Épée               |                |                   |                              |
| Hommes individuel  | Selt Mouhanned | Issam Rami        | Mohamed Assel Dhaou Salhi    |
| Hommes par équipes | Égypte         | Algérie           | Maroc                        |
| Femmes individuel  | Zahra Gamir    | Najoua Abdelmouti | Claudia Holgate Imen Houssem |
| Femmes par équipes | Algérie        | Égypte            | Tunisie                      |

## Tableau des médailles
| Rang  | Nation         | Or | Argent | Bronze | Total |
| ----- | -------------- | -- | ------ | ------ | ----- |
| 1     | Égypte         | 2  | 2      | 2      | 6     |
| 2     | Algérie        | 2  | 1      | 0      | 3     |
| 3     | Maroc          | 0  | 1      | 1      | 2     |
| 4     | Tunisie        | 0  | 0      | 2      | 2     |
| 5     | Afrique du Sud | 0  | 0      | 1      | 1     |
| Total | Total          | 4  | 4      | 6      | 0     |